# 須藤秀忠
須藤 秀忠（すどう ひでただ、1947年〈昭和22年〉2月10日 - ）は、日本の政治家。静岡県富士宮市長（4期）。元静岡県議会議員（3期）。元富士宮市議会議員（5期）。

## 来歴
静岡県富士宮市宝町出身。富士宮市立貴船小学校、富士宮市立富士宮第三中学校を卒業。沼津市の東芝機械に就職。夜間、静岡県立沼津工業高等学校に通い、同校機械科を卒業。帰郷し、家業の古物商に従事。夜間、静岡大学法経短期大学に通い、同大学を卒業。
1979年（昭和54年）12月、富士宮市議会議員に就任。計5回当選。
1992年（平成4年）7月から1994年3月まで市議会の第38代議長を務める。
1999年（平成11年）4月、静岡県議会議員に就任。計3回当選。
2011年（平成23年）4月24日に行われた富士宮市長選挙に無所属で出馬、2候補を相手に初当選。元市議の深沢竜介は民主党の推薦、連合と小室直義前市長の支援を得るも僅差で敗れる（須藤：32,396票、深沢：29,971票、長谷川：945票）。
2015年（平成27年）、再選。2019年（平成31年）、無投票で3選。
2023年（令和5年）は選挙戦となったが、4選を果たした。

## 政策・主張
- 老朽化した学校給食センターの建て替えを公約に掲げていた[7]。同センターは2016年（平成28年）9月完成[8]。

- 2015年（平成27年）5月8日、御前崎市の浜岡原子力発電所の再稼働に反対すると表明した。須藤は記者の質問に対し「福島は今でも故郷に帰れない人がたくさんいる。故郷を奪う原発は反対だ」と述べている[9]。

- 2020年（令和2年）5月11日、新型コロナウイルス対策費に充てるため、自身と副市長、教育長の同年6月から12月までの月額給与を10％減額すると発表した[10]。

- 新型コロナウイルス感染症ワクチンの接種加速に前向きな姿勢を示しており、自身はワクチン接種を希望する幅広い世代にいち早くワクチンを行き渡らせるよう、柔軟な対応をしているとしている。